# 2018-as NBA-döntő
A 2018-as NBA-döntő az észak-amerikai kosárlabda-bajnokság 2017–2018-as szezonjának négy győzelemig tartó döntője volt. A címvédő, nyugati főcsoportgyőztes Golden State Warriors legyőzte sorozatban négy győzelemmel a keleti főcsoport győztesét, a Cleveland Cavaliers-t, 4–0 arányban. Ez volt az első alkalom az észak amerikai sportok történetében, hogy ugyanaz a két csapat játszott egymás ellen a döntőben, sorozatban négy évben. Az első alkalom volt a 2007-es döntő óta, hogy az egyik csapat egy meccset se tudott megnyerni, mikor szintén a Cavaliers maradt alul. LeBron James-nek ez volt sorozatban a nyolcadik, összesen a kilencedik NBA-döntője. Kevin Durant, a Warriors alacsonybedobója sorozatban másodjára lett a döntő legjobb játékosának nevezve.
A Warriors 58 mérkőzést nyert meg az alapszakaszban, míg a Cavaliers 50-et. A Warriors egyértelmű esélyesnek számított a döntő előtt. 2012 óta ez volt az első alkalom, hogy az alapszakasz első helyezettjei közül egyik se jutott el a döntőig. A 2018-as döntő május 31-én kezdődött és június 8-án ért véget. Megdöntötte a 2014-es döntő rekordját a meccsenkénti legnagyobb pontkülönbségért (15.0).

## Út a döntőig

### Alapszakasz
- z – Hazai pálya előny az egész rájátszásban
- c – Hazai pálya előny a főcsoportdöntőig
- y – Csoportgyőztes
- x – Rájátszásba jutott

| Keleti főcsoport |                         |    |    |       |    |
| Hely.            | Csapat                  | Gy | V  | %     | GB |
| 1.               | (c) Toronto Raptors     | 59 | 23 | 72,0% | —  |
| 2.               | (x) Boston Celtics      | 55 | 27 | 67,1% | 4  |
| 3.               | (x) Philadelphia 76ers  | 52 | 30 | 63,4% | 7  |
| 4.               | (y) Cleveland Cavaliers | 50 | 32 | 61,0% | 9  |
| 5.               | (x) Indiana Pacers      | 48 | 34 | 58,5% | 11 |
| 6.               | (y) Miami Heat          | 44 | 38 | 53,7% | 15 |
| 7.               | (x) Milwaukee Bucks     | 44 | 38 | 53,7% | 15 |
| 8.               | (x) Washington Wizards  | 43 | 39 | 52,4% | 16 |
|                  |                         |    |    |       |    |
| 9.               | Detroit Pistons         | 39 | 43 | 47,6% | 20 |
| 10.              | Charlotte Hornets       | 36 | 46 | 43,9% | 23 |
| 11.              | New York Knicks         | 29 | 53 | 35,4% | 30 |
| 12.              | Brooklyn Nets           | 28 | 54 | 35,4% | 31 |
| 13.              | Chicago Bulls           | 27 | 55 | 32,9% | 32 |
| 14.              | Orlando Magic           | 25 | 57 | 30,5% | 34 |
| 15.              | Atlanta Hawks           | 24 | 58 | 29,3% | 35 |

| Nyugati főcsoport |                            |    |    |       |    |
| Hely.             | Csapat                     | Gy | V  | %     | GB |
| 1.                | (z) Houston Rockets        | 65 | 17 | 79,3% | —  |
| 2.                | (y) Golden State Warriors  | 58 | 24 | 70,7% | 7  |
| 3.                | (y) Portland Trail Blazers | 49 | 33 | 59,8% | 16 |
| 4.                | (x) Oklahoma City Thunder  | 48 | 34 | 58,5% | 17 |
| 5.                | (x) Utah Jazz              | 48 | 34 | 58,5% | 17 |
| 6.                | (x) New Orleans Pelicans   | 48 | 34 | 58,5% | 17 |
| 7.                | (x) San Antonio Spurs      | 47 | 35 | 57,3% | 18 |
| 8.                | (x) Minnesota Timberwolves | 47 | 35 | 57,3% | 18 |
|                   |                            |    |    |       |    |
| 9.                | Denver Nuggets             | 46 | 36 | 56,1% | 19 |
| 10.               | Los Angeles Clippers       | 42 | 40 | 51,2% | 23 |
| 11.               | Los Angeles Lakers         | 35 | 47 | 42,7% | 30 |
| 12.               | Sacramento Kings           | 27 | 55 | 32,9% | 38 |
| 13.               | Dallas Mavericks           | 24 | 58 | 29,3% | 41 |
| 14.               | Memphis Grizzlies          | 22 | 60 | 26,8% | 43 |
| 15.               | Phoenix Suns               | 21 | 61 | 25,6% | 44 |

#### Egymás elleni eredmények az alapszakaszban
| Dátum              | Vendég csapat         | Eredmény | Hazai csapat          | Helyszín                       |
| ------------------ | --------------------- | -------- | --------------------- | ------------------------------ |
| 2017. december 25. | Cleveland Cavaliers   | 92-99    | Golden State Warriors | Oakland Arena, Oakland         |
| 2018. január 15.   | Golden State Warriors | 118-108  | Cleveland Cavaliers   | Quicken Loans Arena, Cleveland |

### Rájátszás
| Cleveland Cavaliers | Cleveland Cavaliers | Cleveland Cavaliers |
| ------------------- | ------------------- | ------------------- |
| Keleti főcsoport    |                     |                     |
| Forduló             | Ellenfél            | Eredmény            |
| Első kör            | Indiana Pacers      | 4–3                 |
| Főcsoport-elődöntő  | Toronto Raptors     | 4–0                 |
| Főcsoport-döntő     | Boston Celtics      | 4–3                 |

| Golden State Warriors | Golden State Warriors | Golden State Warriors |
| --------------------- | --------------------- | --------------------- |
| Nyugati főcsoport     |                       |                       |
| Forduló               | Ellenfél              | Eredmény              |
| Első kör              | San Antonio Spurs     | 4–1                   |
| Főcsoport-elődöntő    | New Orleans Pelicans  | 4–1                   |
| Főcsoport-döntő       | Houston Rockets       | 4–3                   |

## A döntő
Az összes időpont keleti parti idő (UTC–4:00) szerint van megjelenítve. A hazai csapat másodikként van feltüntetve.

### 1. mérkőzés
| 2018. május 31. 21:00            | Cleveland Cavaliers                                          | 114–124 (h. u.) | Golden State Warriors | Oracle Arena, Oakland, Kalifornia Nézőszám: 19,596 Játékvezetők: Ken Mauer, Tony Brothers, Ed Malloy |
| 2018. május 31. 21:00            | (30–29, 26–27, 22–28, 29–23, hosszabbítás: 7–17) Jegyzőkönyv |                 |                       | Oracle Arena, Oakland, Kalifornia Nézőszám: 19,596 Játékvezetők: Ken Mauer, Tony Brothers, Ed Malloy |
| 2018. május 31. 21:00            | LeBron James 51                                              | Pont            | Stephen Curry 29      | Oracle Arena, Oakland, Kalifornia Nézőszám: 19,596 Játékvezetők: Ken Mauer, Tony Brothers, Ed Malloy |
| 2018. május 31. 21:00            | Kevin Love 13                                                | Lepattanó       | Draymond Green 11     | Oracle Arena, Oakland, Kalifornia Nézőszám: 19,596 Játékvezetők: Ken Mauer, Tony Brothers, Ed Malloy |
| 2018. május 31. 21:00            | LeBron James 8                                               | Gólpassz        | Green, Curry 9        | Oracle Arena, Oakland, Kalifornia Nézőszám: 19,596 Játékvezetők: Ken Mauer, Tony Brothers, Ed Malloy |
| Golden State Warriors vezet, 1–0 |                                                              |                 |                       | Oracle Arena, Oakland, Kalifornia Nézőszám: 19,596 Játékvezetők: Ken Mauer, Tony Brothers, Ed Malloy |

### 2. mérkőzés
| 2018. június 3. 20:00            | Cleveland Cavaliers                      | 103–122   | Golden State Warriors | Oracle Arena, Oakland, Kalifornia Nézőszám: 19,596 Játékvezetők: Mike Callahan, David Guthrie, Derrick Stafford |
| 2018. június 3. 20:00            | (28–32, 18–27, 34–31, 23–32) Jegyzőkönyv |           |                       | Oracle Arena, Oakland, Kalifornia Nézőszám: 19,596 Játékvezetők: Mike Callahan, David Guthrie, Derrick Stafford |
| 2018. június 3. 20:00            | LeBron James 29                          | Pont      | Stephen Curry 33      | Oracle Arena, Oakland, Kalifornia Nézőszám: 19,596 Játékvezetők: Mike Callahan, David Guthrie, Derrick Stafford |
| 2018. június 3. 20:00            | Kevin Love 10                            | Lepattanó | Kevin Durant 9        | Oracle Arena, Oakland, Kalifornia Nézőszám: 19,596 Játékvezetők: Mike Callahan, David Guthrie, Derrick Stafford |
| 2018. június 3. 20:00            | LeBron James 13                          | Gólpassz  | Stephen Curry 8       | Oracle Arena, Oakland, Kalifornia Nézőszám: 19,596 Játékvezetők: Mike Callahan, David Guthrie, Derrick Stafford |
| Golden State Warriors vezet, 2–0 |                                          |           |                       | Oracle Arena, Oakland, Kalifornia Nézőszám: 19,596 Játékvezetők: Mike Callahan, David Guthrie, Derrick Stafford |

### 3. mérkőzés
| 2018. június 6. 21:00            | Golden State Warriors                    | 110–102   | Cleveland Cavaliers | Quicken Loans Arena, Cleveland, Ohio Nézőszám: 20,562 Játékvezetők: Marc Davis, John Goble, Zach Zarba |
| 2018. június 6. 21:00            | (28–29, 24–29, 31–23, 27–21) Jegyzőkönyv |           |                     | Quicken Loans Arena, Cleveland, Ohio Nézőszám: 20,562 Játékvezetők: Marc Davis, John Goble, Zach Zarba |
| 2018. június 6. 21:00            | Kevin Durant 43                          | Pont      | LeBron James 33     | Quicken Loans Arena, Cleveland, Ohio Nézőszám: 20,562 Játékvezetők: Marc Davis, John Goble, Zach Zarba |
| 2018. június 6. 21:00            | Kevin Durant 13                          | Lepattanó | Kevin Love 13       | Quicken Loans Arena, Cleveland, Ohio Nézőszám: 20,562 Játékvezetők: Marc Davis, John Goble, Zach Zarba |
| 2018. június 6. 21:00            | Draymond Green 9                         | Gólpassz  | LeBron James 11     | Quicken Loans Arena, Cleveland, Ohio Nézőszám: 20,562 Játékvezetők: Marc Davis, John Goble, Zach Zarba |
| Golden State Warriors vezet, 3–0 |                                          |           |                     | Quicken Loans Arena, Cleveland, Ohio Nézőszám: 20,562 Játékvezetők: Marc Davis, John Goble, Zach Zarba |

### 4. mérkőzés
| 2018. június 8. 21:00               | Golden State Warriors                    | 108–85    | Cleveland Cavaliers | Quicken Loans Arena, Cleveland, Ohio Nézőszám: 20,562 Játékvezetők: Scott Foster, James Capers, Jason Phillips |
| 2018. június 8. 21:00               | (34–25, 27–27, 25–13, 22–20) Jegyzőkönyv |           |                     | Quicken Loans Arena, Cleveland, Ohio Nézőszám: 20,562 Játékvezetők: Scott Foster, James Capers, Jason Phillips |
| 2018. június 8. 21:00               | Stephen Curry 37                         | Pont      | LeBron James 23     | Quicken Loans Arena, Cleveland, Ohio Nézőszám: 20,562 Játékvezetők: Scott Foster, James Capers, Jason Phillips |
| 2018. június 8. 21:00               | Kevin Durant 12                          | Lepattanó | Kevin Love 9        | Quicken Loans Arena, Cleveland, Ohio Nézőszám: 20,562 Játékvezetők: Scott Foster, James Capers, Jason Phillips |
| 2018. június 8. 21:00               | Kevin Durant 10                          | Gólpassz  | LeBron James 8      | Quicken Loans Arena, Cleveland, Ohio Nézőszám: 20,562 Játékvezetők: Scott Foster, James Capers, Jason Phillips |
| Golden State Warriors győzelem, 4–0 |                                          |           |                     | Quicken Loans Arena, Cleveland, Ohio Nézőszám: 20,562 Játékvezetők: Scott Foster, James Capers, Jason Phillips |

## Játékos statisztikák

### Golden State Warriors
| Játékos          | JM | KM | JP/M | MG%  | 3P%   | BD%   | L/M  | GP/M | S/M | B/M | P/M  |
| ---------------- | -- | -- | ---- | ---- | ----- | ----- | ---- | ---- | --- | --- | ---- |
| Kevin Durant     | 4  | 4  | 41.3 | .526 | .409  | .963  | 10.8 | 7.5  | 0.8 | 2.3 | 28.8 |
| Stephen Curry    | 4  | 4  | 40.6 | .402 | .415  | 1.000 | 6.0  | 6.8  | 1.5 | 0.8 | 27.5 |
| Klay Thompson    | 4  | 4  | 37.0 | .480 | .429  | .800  | 3.8  | 1.0  | 0.5 | 0.3 | 16.0 |
| Draymond Green   | 4  | 4  | 41.4 | .517 | .214  | .800  | 6.0  | 8.5  | 2.0 | 1.5 | 9.3  |
| JaVale McGee     | 4  | 3  | 13.8 | .800 | .000  | .000  | 2.3  | 0.0  | 0.0 | 1.3 | 8.0  |
| Shaun Livingston | 4  | 0  | 16.2 | .867 | .000  | 1.000 | 2.8  | 1.5  | 0.3 | 0.0 | 7.5  |
| Jordan Bell      | 4  | 0  | 13.5 | .714 | .000  | .500  | 3.3  | 1.0  | 0.3 | 0.5 | 5.8  |
| Andre Iguodala   | 2  | 0  | 22.3 | .583 | .500  | 1.000 | 2.0  | 0.5  | 1.5 | 1.0 | 9.5  |
| Kevon Looney     | 4  | 1  | 9.7  | .714 | .000  | .000  | 1.5  | 0.3  | 0.3 | 0.0 | 2.5  |
| Zaza Pachulia    | 2  | 0  | 3.1  | .333 | .000  | 1.000 | 1.5  | 0.0  | 0.0 | 0.5 | 4.0  |
| David West       | 4  | 0  | 7.0  | .600 | 1.000 | .000  | 1.3  | 1.0  | 0.0 | 0.8 | 1.8  |
| Quinn Cook       | 2  | 0  | 1.8  | .333 | .000  | .000  | 0.0  | 0.0  | 0.0 | 0.0 | 1.0  |
| Nick Young       | 4  | 0  | 9.5  | .154 | .100  | .000  | 0.5  | 0.0  | 0.0 | 0.0 | 1.3  |
| Patrick McCaw    | 4  | 0  | 2.7  | .000 | .000  | 1.000 | 0.3  | 0.0  | 0.3 | 0.0 | 0.5  |

### Cleveland Cavaliers
| Játékos          | JM | KM | JP/M | MG%   | 3P%  | BD%   | L/M  | GP/M | S/M | B/M | P/M  |
| ---------------- | -- | -- | ---- | ----- | ---- | ----- | ---- | ---- | --- | --- | ---- |
| LeBron James     | 4  | 4  | 44.7 | .527  | .333 | .842  | 8.5  | 10.0 | 1.3 | 1.0 | 34.0 |
| Kevin Love       | 4  | 4  | 33.2 | .406  | .321 | .938  | 11.3 | 1.8  | 1.0 | 0.3 | 19.0 |
| J. R. Smith      | 4  | 4  | 32.5 | .317  | .360 | .600  | 3.3  | 1.3  | 1.3 | 0.0 | 9.5  |
| George Hill      | 4  | 4  | 29.2 | .323  | .438 | .500  | 2.3  | 2.3  | 0.8 | 0.3 | 7.5  |
| Tristan Thompson | 4  | 4  | 23.4 | .520  | .000 | .333  | 5.3  | 0.0  | 0.0 | 0.8 | 6.8  |
| Rodney Hood      | 4  | 0  | 14.1 | .444  | .200 | .667  | 3.8  | 0.8  | 0.5 | 0.5 | 6.8  |
| Larry Nance Jr.  | 4  | 0  | 17.1 | .500  | .000 | .417  | 7.0  | 1.5  | 0.5 | 0.5 | 5.8  |
| Jeff Green       | 4  | 0  | 24.4 | .286  | .214 | 1.000 | 1.3  | 2.0  | 0.3 | 0.3 | 5.3  |
| Jordan Clarkson  | 2  | 0  | 12.6 | .231  | .000 | .000  | 2.0  | 0.5  | 1.0 | 0.5 | 3.0  |
| Kyle Korver      | 4  | 0  | 16.2 | .063  | .091 | .600  | 1.8  | 0.8  | 0.0 | 0.3 | 1.5  |
| Ante Žižić       | 3  | 0  | 1.7  | 1.000 | .000 | .000  | 0.3  | 0.0  | 0.0 | 0.0 | 2.0  |
| José Calderón    | 3  | 0  | 2.5  | .500  | .000 | .000  | 1.0  | 0.7  | 0.3 | 0.0 | 1.3  |
| Cedi Osman       | 3  | 0  | 2.8  | .400  | .000 | .000  | 0.3  | 0.0  | 0.0 | 0.0 | 1.3  |